# Marcetia eimeariana
Marcetia eimeariana är en tvåhjärtbladig växtart som beskrevs av Angela Borges Martins och E.M.Woodgyer. Marcetia eimeariana ingår i släktet Marcetia och familjen Melastomataceae. Inga underarter finns listade i Catalogue of Life.